# MRPL45
MRPL45 (англ. 39S ribosomal protein L45, mitochondrial) – білок, який кодується однойменним геном, розташованим у людей на 17-й хромосомі. Довжина поліпептидного ланцюга білка становить 306 амінокислот, а молекулярна маса — 35 351.
| 10         |  | 20         |  | 30         |  | 40         |  | 50         |
| ---------- |  | ---------- |  | ---------- |  | ---------- |  | ---------- |
| MAAPIPQGFS |  | CLSRFLGWWF |  | RQPVLVTQSA |  | AIVPVRTKKR |  | FTPPIYQPKF |
| KTEKEFMQHA |  | RKAGLVIPPE |  | KSDRSIHLAC |  | TAGIFDAYVP |  | PEGDARISSL |
| SKEGLIERTE |  | RMKKTMASQV |  | SIRRIKDYDA |  | NFKIKDFPEK |  | AKDIFIEAHL |
| CLNNSDHDRL |  | HTLVTEHCFP |  | DMTWDIKYKT |  | VRWSFVESLE |  | PSHVVQVRCS |
| SMMNQGNVYG |  | QITVRMHTRQ |  | TLAIYDRFGR |  | LMYGQEDVPK |  | DVLEYVVFEK |
| QLTNPYGSWR |  | MHTKIVPPWA |  | PPKQPILKTV |  | MIPGPQLKPE |  | EEYEEAQGEA |
| QKPQLA     |  |            |  |            |  |            |  |            |

A: Аланін

C: Цистеїн

D: Аспарагінова кислота

E: Глутамінова кислота

F: Фенілаланін

G: Гліцин

H: Гістидин

I: Ізолейцин

K: Лізин

L: Лейцин

M: Метіонін

N: Аспарагін

P: Пролін

Q: Глутамін

R: Аргінін

S: Серин

T: Треонін

V: Валін

W: Триптофан

Кодований геном білок за функціями належить до рибонуклеопротеїнів, рибосомних білків. 
Локалізований у мітохондрії.